# Landon Collins
Landon Collins (* 10. Januar 1994 in New Orleans, Louisiana) ist ein ehemaliger US-amerikanischer American-Football-Spieler in der National Football League (NFL). Er spielte als Safety zuletzt für die New York Giants.

## College
Collins, der als Schüler auch als Leichtathlet herausragende Leistungen zeigte, besuchte die University of Alabama und spielte für deren Team, die Crimson Tide, erfolgreich College Football. In 41 Spielen konnte er 184 Tackles setzen, außerdem gelangen ihm 5 Interceptions.

## NFL
Beim NFL Draft 2015 wurde er in der 2. Runde als insgesamt 33. von den New York Giants ausgewählt und erhielt einen Vierjahresvertrag in der Höhe von 6,12 Millionen US-Dollar, 4,02 davon garantiert.
Er konnte sich sofort etablieren und kam in seiner Rookiesaison in allen 16 Partien als Starting-Safety zum Einsatz, wobei ihm 112 Tackles gelangen. 2016 konnte er sich sogar noch steigern und wurde für seine konstant guten Leistungen in den Pro Bowl berufen. Auch 2017 und 2018 gelangte er in den Pro Bowl. Am 14. März 2019 verpflichteten die Washington Redskins Collins für sechs Jahre und 84 Millionen US-Dollar. Am 15. März 2022 wurde er entlassen.
Am 6. Oktober 2022 kehrte Collins zu den New York Giants zurück und schloss sich deren Practice Squad an. Am 22. Dezember nahmen sie ihn in den aktiven Kader auf.